# Beenvliesontsteking
Beenvliesontsteking of periostitis is een ontsteking van het beenvlies dat de botten bekleedt. De ontsteking kan gekenmerkt worden door de vijf klassieke kenmerken van een ontsteking: roodheid, pijn, zwelling, warmte en gestoorde functie. Het is ook mogelijk dat maar één of enkele van deze kenmerken aanwezig zijn. 
Vaak is het gebied dat is aangedaan overbelast geweest door werk of sport. Bij het lichamelijk onderzoek vindt de arts drukpijn over het beenvlies. Een ontsteking van het beenvlies geeft pijn die erger wordt als het aangedane beenvlies verder belast wordt. Plaatsen waar vaak periostitis optreedt, zijn de scheenbenen en de elleboog.
Bij osteo-periostitis is ook het onderliggende bot ontstoken.

## Oorzaken
De meest voorkomende oorzaak van beenvliesontsteking is overbelasting. Dit komt vaak voor bij beginnende sporters, of in periodes van intense training. Ook een verminderde immuniteit of algemene gezondheid kan voorbeschikken tot een ontsteking.
In zeer zeldzame gevallen kan een beenvliesontsteking ontstaan door een bacteriële infectie. Dit gaat echter meestal gepaard met andere symptomen, zoals koorts.

## Behandeling
Wanneer de periostitis is ontstaan door overbelasting, bestaat de behandeling uit rust en eventueel ontstekingsremmende pijnstillers (NSAID's). Bij een langdurige ontsteking die niet beter wordt kan een injectie van corticosteroïden helpen. 
Een ontsteking door overbelasting zal nooit reageren op antibiotica, aangezien dit een steriele ontsteking en dus geen bacteriële infectie betreft. Het onjuist gebruik van antibiotica kan zelfs leiden tot hogere resistentie van kiemen uit de omgeving of de normale darmbacteriën, en bijgevolg juist een hogere kans geven op infecties. Om verwarring met een infectie te vermijden kan hier ook de term beenvliesirritatie gebruikt worden. 
Wanneer beenvliesontsteking wel is ontstaan door een bewezen infectie, zal de arts een antibioticum voorschrijven.